# Banque belgolaise

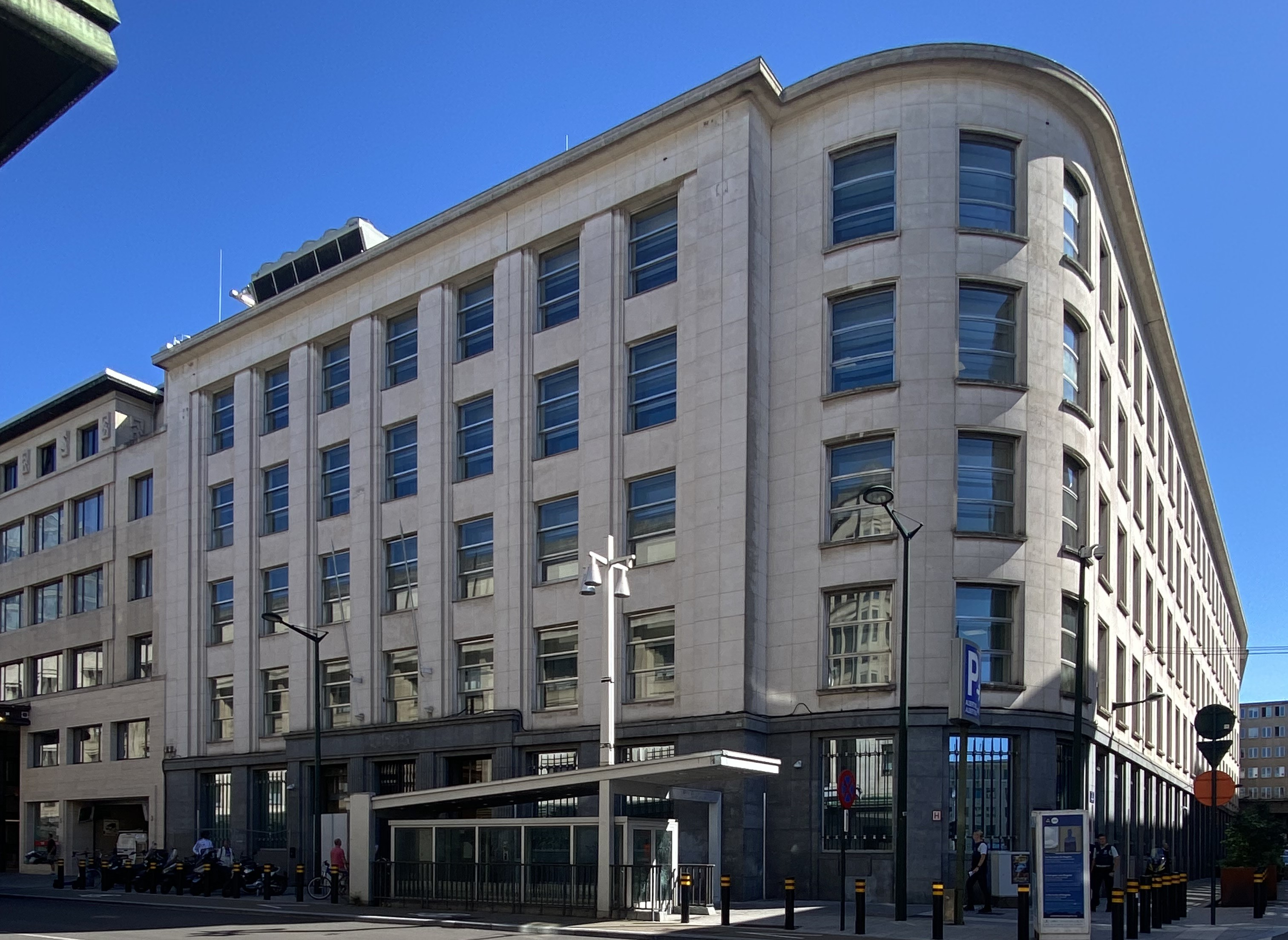
Hoofdkantoor van de Banque du Congo belge in Brussel van 1954 tot 1960, vanaf dan het hoofdkantoor van de Banque belgolaise

De Banque belgo-congolaise, in 1965 afgekort tot Banque belgolaise, was een in Brussel gevestigde Belgische bank die in 1960 werd afgesplitst van de Banque du Congo belge in het kader van de naderende onafhankelijkheid van Congo. Hoewel de merknaam Belgolaise behouden bleef, werd de officiële naam na 1971 gewijzigd in Banque belgo-zaïroise. In 2012 besliste eigenaar BNP Paribas Fortis de bankactiviteiten te stoppen.

## Geschiedenis
Voor de onafhankelijkheid van Congo herstructureerde de Banque du Congo belge (BCB) op 14 april 1960 haar Europese activiteiten in de nieuw opgerichte Banque belgo-congolaise, met hoofdkantoor in Brussel. Op 21 mei 1965 werd de naam afgekort tot Belgolaise.
In 1965 kocht Belgolaise de Banque de crédit de Bujumbura, die een jaar eerder door de BCB (toen hernoemd naar Banque du Congo) was opgericht om de activiteiten in het inmiddels onafhankelijke Burundi en Rwanda te beheren. Eind 1966 scheidde Belgolaise de activiteiten in Rwanda af en richtte het de Bank of Kigali op, waarin het een belang van 40% nam.
Belgolaise breidde in de jaren 1980 en 1990 uit naar andere Afrikaanse markten, onder meer Nigeria, Ivoorkust, Guinee, Congo-Brazzaville, Tanzania, Kenia, Tsjaad, de Centraal-Afrikaanse Republiek, Burkina Faso, Mali, Equatoriaal Guinee, Gabon, Togo en Niger. Eind jaren 1990 werd de bank, samen met andere voormalige bankactiviteiten van de Société générale de Belgique, onderdeel van de Fortis-groep.
In 2005 kondigde Fortis aan dat het de bank wilde verkopen, maar omdat er geen koper werd gevonden, begon ze met de liquidatie ervan. De filialen in Londen en Parijs sloten in 2006. De ontmanteling werd voortgezet door BNP Paribas na de overname van Fortis in 2008 en werd grotendeels voltooid in 2012. De definitieve afronding vond plaats in 2018.

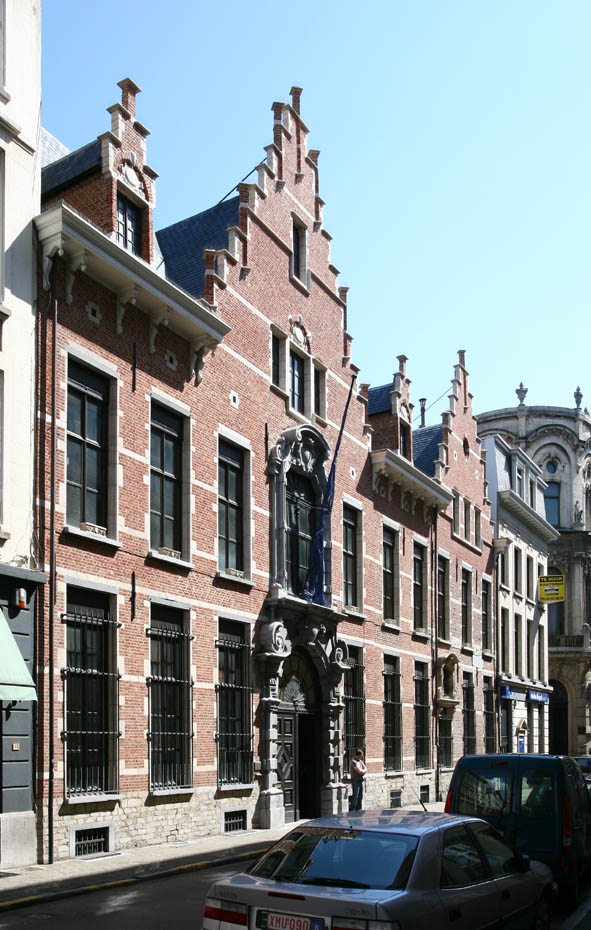
Voormalig kantoor in Antwerpen
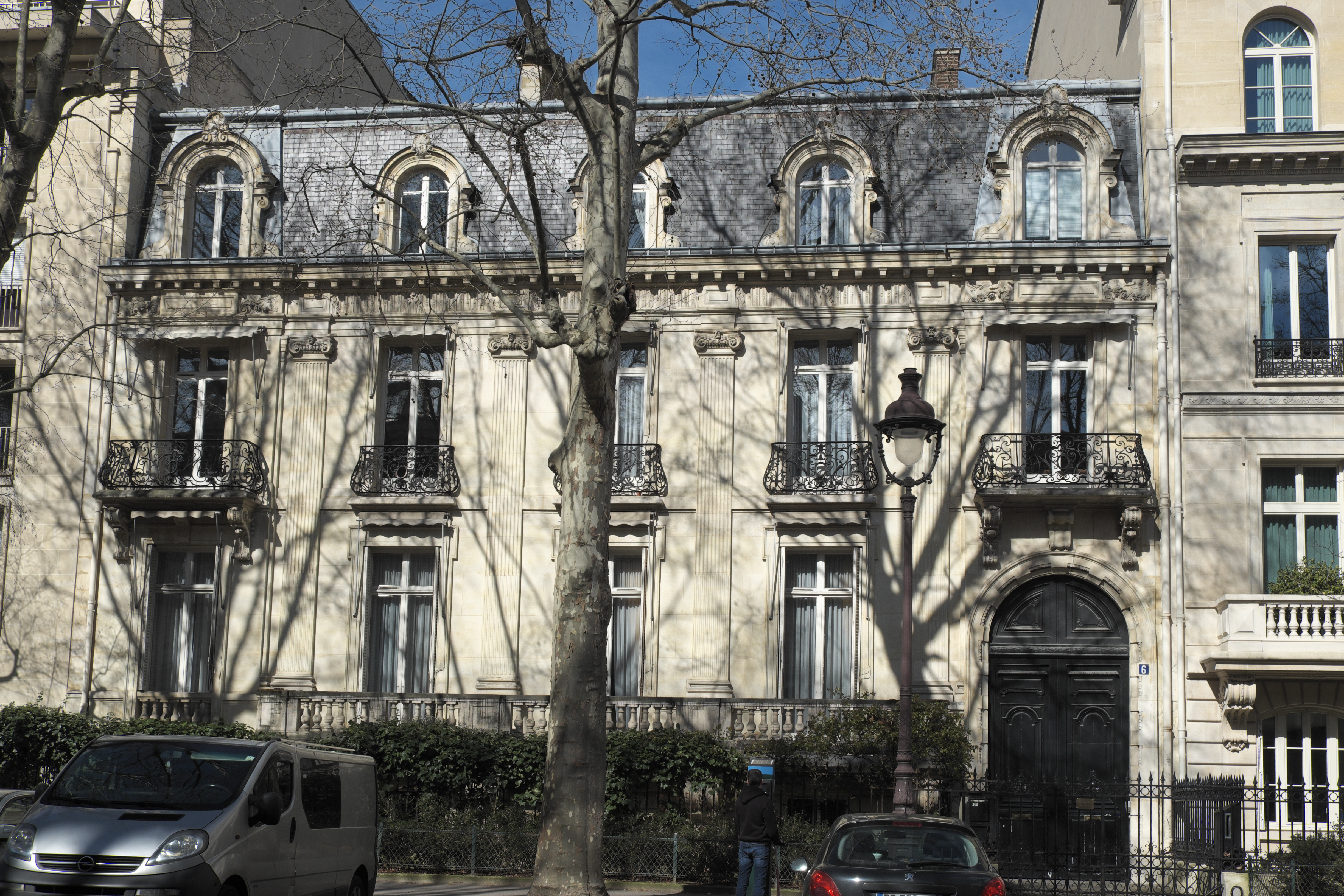
Voormalig kantoor in Parijs van 1997 tot 2006